# Xi1 Sagittarii
Xi1 Sagittarii (ξ2 Sgr / ξ1 Sagittarii / Xi-1 Sagittarii, 36 Sagittarii) è una supergigante blu di classe spettrale B9.5Ib che splende alla magnitudine apparente di 5,02, nonostante abbia una magnitudine assoluta di ben −5,92. Dista sicuramente non meno di 2300 e non più di 5100 anni luce da noi.

Insieme con una stella con la quale condivide il nome nella nomenclatura di Bayer, ξ2 Sagittarii, essa forma un asterismo, che appare a noi come una stella doppia risolvibile anche a occhio nudo: in realtà si tratta di due stelle molto distanti fra loro: infatti Xi2 Sagittarii dista dal nostro sistema solare appena 372 anni luce.

## Occultazioni
Per la sua posizione prossima all'eclittica, è talvolta soggetta ad occultazioni da parte della Luna e, più raramente, dei pianeti, generalmente quelli interni. Infatti, l'ultima occultazione da parte di un pianeta (Venere) avvenne il 21 dicembre 1810, mentre l'ultima da parte della Luna è avvenuta il 18 febbraio 2012.. La prossima occultazione lunare avverrà invece il 10 maggio 2012..